# 安妮公主冰川
82°59′S 159°20′E / 82.983°S 159.333°E
安妮公主冰川（英語：Princess Anne Glacier）是南極洲的冰川，位於奧次地，處於伊麗莎白女王嶺，最終注入馬爾什冰川，由新西蘭的探險隊命名，現時由南極條約體系管理。